# Keshigten
Le keshigten est un dialecte  mongol parlé en Mongolie-Intérieure, en Chine.

## Phonétique historique
Le tableau montre les particularités du keshigten par rapport au mongol khalkha et au mongol littéraire.

Ce dialecte présente des différences phonétiques par rapport au khalkha de Mongolie. Il possède les affriquées palatales [t͡ʃ] et [d͡ʒ] contrairement au mongol qui a [t͡s] et [d͡z]. Les sourdes [t] et [t͡ʃ] deviennent sonores en début de mot quand la consonne de la syllabe suivante est [s], [x], [ʃ], [t] ou [t͡ʃ].
| français                                  | keshigten | mongol    | mongol littéraire |
| ----------------------------------------- | --------- | --------- | ----------------- |
| neige                                     | ʤɑs       | tsas      | časun             |
| patience                                  | dəsbə̌r    | tɛsbɛr    | tesbüri           |
| natte                                     | gədək     | gɛʣɛk     | gejige            |
| vaciller                                  | gʏːbǎlʤǐx | gʊiwalʣax | γuibaljaqu        |
| être accablé                              | ʤœːxɔ̌x    | ʦɵːxɵx    |                   |
| mettre dans une couverture, une enveloppe | dʊgdiːlǎx | dʊktʊilax | duγtuilaqu        |
| sang                                      | ʤʊs       | ʦʊs       | jisu              |